# Unitarios (Colombia)
Unitarios es una coalición política colombiana de orientación progresista, conformada en 2024 como resultado de un proceso de articulación entre partidos, movimientos y organizaciones sociales. Su creación respondió a la intención de establecer un espacio autónomo dentro del espectro político que respalda al gobierno del presidente Gustavo Petro, diferenciándose del proyecto de partido único promovido por sectores del Pacto Histórico.

## Historia
La coalición fue presentada oficialmente el 5 de diciembre de 2024 en la ciudad de Bogotá, luego de conversaciones entre diversos actores políticos y sociales que compartían afinidades ideológicas, pero que expresaban desacuerdo con la centralización del liderazgo y la estructura organizativa del Pacto Histórico. Aunque algunas de las organizaciones que integran Unitarios habían formado parte de dicha alianza, el nuevo proyecto surgió con la finalidad de preservar la autonomía política y fomentar un enfoque pluralista dentro del campo progresista.

## Ideología
Unitarios se define como un frente amplio progresista, con énfasis en la participación democrática, la equidad territorial y la inclusión social. Su plataforma política incluye el respaldo a reformas estructurales impulsadas por el gobierno, la promoción de la economía solidaria, la defensa de los derechos humanos y el fortalecimiento de la democracia participativa.[cita requerida] La coalición propone consolidar una candidatura presidencial única del campo progresista para 2026, mediante procesos democráticos internos.

## Composición
Unitarios está integrado por varias organizaciones políticas y sociales que coinciden en su apoyo al actual gobierno colombiano. Entre los grupos que conforman la coalición se encuentran Todos Somos Colombia, el Partido del Trabajo de Colombia, el Partido Comunista Colombiano, el Movimiento Independiente de Dignidad, el Partido Ecologista Colombiano y el partido Comunes.[cita requerida] Estos actores comparten una orientación progresista, aunque mantienen estructuras organizativas y liderazgos propios.[cita requerida]

### Partidos miembros
| Partido | Partido                                                       | Siglas | Líder/Presidente    | Precandidato     | Espectro político |
| ------- | ------------------------------------------------------------- | ------ | ------------------- | ---------------- | ----------------- |
|         | Todos Somos Colombia                                          | TSC    | Clara Lopez Obregón | Sin precandidato | Centroizquierda   |
|         | 'Partido Ecologista Colombiano' Partido Ecologista Colombiano | PEC    | Liner Tejedor       |                  | centroizquierda   |
|         | 'Poder Popular' Poder Popular                                 | PP     | Ernesto Samper      |                  | centroizquierda   |
|         | 'Partido Comunes' Comunes                                     | COM    | Rodrigo Londoño     | Sin precandidato | izquierda         |
|         | 'Partido del Trabajo de Colombia' Partido del Trabajo         | PTC    | Yezid García        | Sin precandidato | Extrema izquierda |
|         | 'Partido Esperanza Democrática' Esperanza Democrática         | ED     | Álvaro Hurtado      | Sin precandidato | Izquierda         |

## Liderazgo
La coalición agrupa a diversas figuras con trayectoria en la política colombiana, en sectores administrativos y sociales. Entre ellas se encuentran Clara López, senadora y exalcaldesa de Bogotá; Carlos Caicedo, exgobernador del Magdalena; Luis Carlos Reyes, exdirector de la Dirección de Impuestos y Aduanas Nacionales.